# Belgisch kampioenschap JKA karate junioren heren
Het Belgisch kampioenschap JKA Karate wordt jaarlijks in België georganiseerd door de Belgian Amateur Karate Federation (BAKF). Het kampioenschap wordt gehouden in de disciplines kata en kumite. Tijdens dit kampioenschap nemen de 8 best geplaatste karateka's van het Vlaams kampioenschap JKA Karate het op tegen de 8 best geplaatste karateka's van JKA francophone de Belgique. De beste karateka die bij de eerste 4 eindigt voor zowel kata als kumite krijgt de titel van algemeen kampioen. 

## Erelijst

#### Junioren heren kumite
| Jaar | Plaats      | · Kampioen         | · Zilver           | · Brons           | · Brons               |
| ---- | ----------- | ------------------ | ------------------ | ----------------- | --------------------- |
| 2024 | Eigenbrakel | Nasrallah Jabbour  | Emmanuel Mbala     | Kasper Mortier    | Thomas-André Esparza  |
| 2023 | Eigenbrakel | Joshua Otu         | Seth Helskens      | Nasrallah Jabbour | Alex Dutranoit        |
| 2022 | Eigenbrakel | Louis Dangremont   | Joshua Otu         | Zakaria Rabahi    | Gérald Crisostomo     |
| 2021 | Geannuleerd |                    |                    |                   |                       |
| 2020 | Geannuleerd |                    |                    |                   |                       |
| 2019 | Eigenbrakel | Mathis Caruso      | Maxime Galet       | Thomas Ongena     | Thomas Buisseret      |
| 2018 | Eigenbrakel | Michiel Vlaminck   | Thomas Ongena      | Robin Creve       | Lenno Schelstraete    |
| 2017 | Eigenbrakel | Maxime Galet       | Nikita Bushinsky   | Joris De Vos      | Yohan Raveydts        |
| 2016 | Eigenbrakel | Robin Van Elsuwege | Aillan Bruyneel    | Joris De Vos      | Nikita Buchinsky      |
| 2015 | Eigenbrakel |                    |                    |                   |                       |
| 2014 | Eigenbrakel | Gianni Schotte     | Jonathan Mulolo    | Joy Halsberghe    | Quinten Meiresonne    |
| 2013 | Eigenbrakel | Jonathan Mulolo    | Bouchaïb Abribra   | Joy Halsberghe    | Miguel Masciarelli    |
| 2012 | Eigenbrakel | Jonathan Mulolo    | Gianni Schotte     | Ennio Mussche     | Jeffrey Vanderpoorten |
| 2011 | Eigenbrakel | Thomas Pettinicchi | Abdelkarim Bouzkik | Staf Rokegem      | Nasuf Hoti            |
| 2010 | Kortrijk    | Mussche Enrico     | Nasuf Hoti         | Sander Botte      | Baptiste Salvador     |

#### Junioren heren kata
| Jaar | Plaats      | · Kampioen       | · Zilver           | · Brons            | 4de plaats          |
| ---- | ----------- | ---------------- | ------------------ | ------------------ | ------------------- |
| 2024 | Eigenbrakel | Luca Presti      | Maxime De Bruycker | Alex Dutranoit     | Nasrallah Jabbour   |
| 2023 | Eigenbrakel | Luca Presti      | Joshua Otu         | Angelo Marchica    | Nasrallah Jabbour   |
| 2022 | Eigenbrakel | Joshua Otu       | Philippe Bushinsky | Manolis Tsoulou    | Seth Helskens       |
| 2021 | Geannuleerd |                  |                    |                    |                     |
| 2020 | Geannuleerd |                  |                    |                    |                     |
| 2019 | Eigenbrakel | Ryan Lodens      | Mathis Caruso      | Yohan Raveydts     | Maxime Galet        |
| 2018 | Eigenbrakel | Nikita Bushinsky | Micky Mrozek       | Ryan Lodens        | Thomas Buisseret    |
| 2017 | Eigenbrakel | Nikita Bushinsky | Yohan Raveyds      | Maxime Galet       | Sander Van Steerhem |
| 2016 | Eigenbrakel | Nikita Buchinsky | Ian Lodens         | Jason Van Dyk      | Pierre Delfante     |
| 2015 | Eigenbrakel |                  |                    |                    |                     |
| 2014 | Eigenbrakel | Joy Halsberghe   | Gianni Schotte     | Miguel Masciarelli | Jonathan Mulolo     |
| 2013 | Eigenbrakel | Jonathan Mulolo  | Joy Halsberghe     | Bouchaib Abribra   | Benjamin Christien  |
| 2012 | Eigenbrakel | Diny Lameyse     | Sébastien Jacquart | Gianni Schotte     | Jonathan Mulolo     |
| 2011 | Eigenbrakel | Diny Lameyse     | Thomas Pettinichi  | Wesley Knockaert   | Dylan Knockaert     |
| 2010 | Kortrijkl   | Diny Lameyse     | Thomas Pettinichi  | Benoit Piancatelli | Mussche Enrico      |

## Algemeen kampioen JKA Karate
| Jaar | Plaats      | Algemeen kampioen  |
| ---- | ----------- | ------------------ |
| 2024 | Eigenbrakel | Nasrallah Jabbour  |
| 2023 | Eigenbrakel | Joshua Otu         |
| 2022 | Eigenbrakel | Joshua Otu         |
| 2021 | Geannuleerd |                    |
| 2020 | Geannuleerd |                    |
| 2019 | Eigenbrakel | Mathis Caruso      |
| 2018 | Eigenbrakel |                    |
| 2017 | Eigenbrakel | Nikita Buchinsky   |
| 2016 | Eigenbrakel | Nikita Buchinsky   |
| 2015 | Eigenbrakel |                    |
| 2014 | Eigenbrakel | Gianni Schotte     |
| 2013 | Eigenbrakel | Jonathan Mulolo    |
| 2012 | Eigenbrakel | Jonathan Mulolo    |
| 2011 | Eigenbrakel | Thomas Pettinicchi |
| 2010 | Kortrijk    | Enrico Mussche     |